# La marsellesa de los borrachos
La marsellesa de los borrachos es una película documental de 2024 coeditada y dirigida por Pablo Gil Rituerto en su ópera prima, quien la escribió junto con Alba Lombardía, la cual también produjo la película. Cuenta con las intervenciones de numerosos artistas musicales, como Lionello Gennero, Emilio Jona, Artur Blasco, Asunción Carandell, Maria Arnal, Marcel Bagés, Nacho Vegas, Amorante, La Ronda de Motilleja, Labregos do tempo dos Sputniks, Faia Díaz Novo, Coro Minero de Turón y Víctor Herrero. Tuvo su estreno mundial en la Seminci el 21 de octubre de 2024, y después se estrenó en cines españoles el 14 de febrero de 2024, con distribución de Begin Again Films.

## Intervenciones
- Lionello Gennero
- Emilio Jona
- Artur Blasco
- Asunción Carandell
- Maria Arnal
- Marcel Bagés
- Nacho Vegas
- Amorante
- La Ronda de Motilleja
- Labregos do tempo dos Sputniks
- Faia Díaz Novo
- Coro Minero de Turón
- Víctor Herrero

## Producción
El proyecto de La marsellesa de los borrachos fue anunciado por primera vez por la productora Boogaloo Films en 2020. El rodaje del proyecto tuvo lugar en localizaciones como Arsèguel, Barcelona, Guadalajara, Madrid, Vigo y Bilbao, además de la ciudad francesa de Bourg-Madame y la ciudad italiana de Turín.

## Lanzamiento y marketing
En agosto de 2024, se anunció que La marsellesa de los borrachos se estrenaría en la Seminci el 21 de octubre de 2024. En diciembre de 2024, Begin Again Films anunció que estrenaría la película en cines españoles el 14 de febrero de 2024.